# 出了毛病
出了毛病是美国著名作家约瑟夫·海勒的第二部长篇小说。写于1974年。小说写一个公司职员的精神苦闷。反映了美国中产阶级的心理状态，作者意在反《第22条军规》之道而行之，后者写外部势力对人的压迫和腐蚀，前者则注重写人物的内心精神生活。小说主人公生活虽然富裕，却得不到精神愉快，到处充满着精神危机。小说只是主人公“我”的自述。这个姓斯洛克姆的中年犹太人罗嗦的讲自己的生活、身边人的生活，生活中的一切琐事谈到了，社会生活，政治文化这样的国家大事也谈到了。虽然他生活富裕，是大公司中的中上层，但斯洛克姆不可遏制地害怕和绝望，一切事情都让他深深地沮丧、疲惫、恐惧、绝望。他整日忧心忡忡，惶惶不可终日，总担心要“出了毛病”，直到自己的惟一的希望和寄托——9岁的幼子——在车祸中受伤，然后又在自己担心过度而用力过大的搂抱中窒息而亡。小说以苦恼的笑料来表现真正出了毛病的是这个社会，通过荒诞，畸形的描写来达到讽刺现实，映射政治的目的。